# Łuszcz Viktor
Łuszcz Viktor Stanisław versenyjogra és védjegyjogra szakosodott ügyvéd, partner (Danubia Legal). 2017. március 1-jétől 2019. március 14-ig a Szellemi Tulajdon Nemzeti Hivatalának elnöke. Korábban az Európai Unió Bíróságán bírói tanácsadóként dolgozott.  
A European Court Procedure - A Practical Guide (Bloomsbury-Hart Publishing, Oxford, 2020) című európai uniós perjogi kézikönyv szerkesztője és fő szerzője.   
A Pázmány Péter Katolikus Egyetem angol nyelvű EU-jogi mesterképzésének oktatója.

## Életpályája
A Miskolci Egyetem Állam- és Jogtudományi Karán szerzett jogi diplomát. Ezt követően Franciaországban az Université de Rennes 1-en, majd Belgiumban végzett el EU-jogi mesterképzést (College of Europe).   
2017. március 1-jétől 2019. március 14-ig a Szellemi Tulajdon Nemzeti Hivatalának elnöke. Jogszabályreformot kezdeményezett annak érdekében, hogy az SZTNH angol nyelvű szabadalmi bejelentéseket is fel tudjon dolgozni, és angol nyelven is kiadhasson kutatási jelentéseket. 2017-ben az Európai Szabadalmi Hivatal (EPO) Igazgatótanácsa a Boards of Appeal Committee alelnökévé választotta. 2018-ban a Visegrádi Szabadalmi Intézet Igazgatótanácsának elnöke. Megbízatása alatt a Magyar Formatervezési Tanács elnöke, a Budapest Design Hét fővédnöke. 
2020 februárjától a Danubia Szabadalmi és Jogi Irodával társult ügyvéd, a Danubia Legal partnere és egyik irodavezetője. Főként versenyjogi és szellemi tulajdonjoggal kapcsolatos ügyekkel foglalkozik, az EU Törvényszéke és magyar bíróságok előtt lát el peres képviseletet. 
Fő műve, a European Court Procedure - a Practical Guide című európai uniós perjogi szakkönyv (784 oldal) 2020 októberében jelent meg Oxfordban, a Bloomsbury-Hart kiadó gondozásában.

## Nyelvtudása
Angolul, németül, franciául és lengyelül felsőfokon, olaszul társalgási szinten beszél.

## Publikációi
Számos európa-, verseny- és védjegyjogi cikk, illetve tanulmány szerzője. 
A "European Court Procedure - A Practical Guide" c. kötet szerkesztője és fő szerzője.